# Estação Moscavide
Moscavide é uma estação do Metropolitano de Lisboa. Situa-se em Moscavide numa zona de transição entre os concelhos de Lisboa e Loures, em Portugal, entre as estações Oriente e Encarnação da Linha Vermelha. Foi inaugurada a 17 de julho de 2012 em conjunto com as estações Encarnação e Aeroporto, no âmbito da expansão desta linha ao Aeroporto Humberto Delgado.

## Descrição
Esta estação está localizada na Rua João Pinto Ribeiro, possibilitando o acesso a Moscavide, à parte norte do Parque das Nações e ao estádio do Clube Desportivo Olivais e Moscavide. O projeto arquitetónico é da autoria do arquiteto Manuel Bastos. À semelhança das mais recentes estações do Metropolitano de Lisboa, está equipada para poder servir passageiros com deficiências motoras, contando com vários elevadores e escadas rolantes que facilitam o acesso às plataformas.

## História
Durante a fase de planeamento do prolongamento da Linha Vermelha, ambos os traçados propostos (direto ou via Portela) contemplavam uma estação intermédia em Moscavide, a primeira do novo troço que partiria de Oriente, e, em ambos os casos, ponto de entroncamento do planeado ramal a Sacavém. A localização final da estação, na orla sul da malha urbana de Moscavide, foi contestada em 2002 pela junta de freguesia local que defendia ao invés a sua implantação na orla norte, junto ao INDEP.

## Acessos

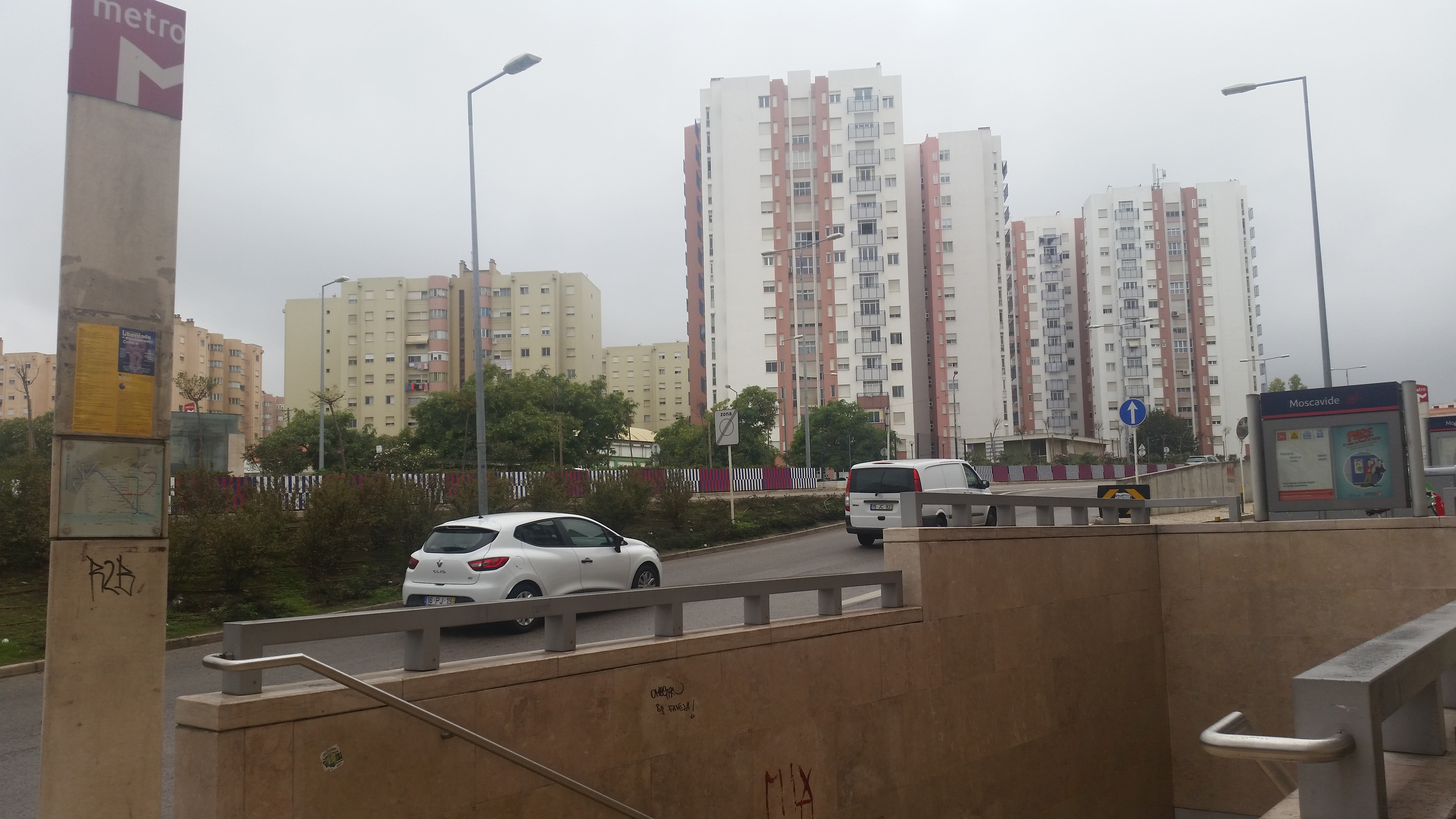
Um dos acessos da estação no entroncamento da Rua 1º de Maio com a Rua Almirante Gago Coutinho (Acesso 1)

Esta estação conta com quatro acessos pedonais e um elevador entre o átrio e a superfície:
- Acesso 1 - está localizado no passeio norte da Rua 1º de Maio, próximo do entroncamento com a Rua Almirante Gago Coutinho. Está direcionado para poente e conta com escadas pedonais.
- Acesso 2 - está localizado no passeio norte da Rua 1º de Maio, próximo do entroncamento com a Rua Almirante Gago Coutinho. Está direcionado para nascente e conta com escadas pedonais.
- Acesso 3 - está localizado no passeio sul da Rua João Pinto Ribeiro, próximo do entroncamento com a Rua Padre Joaquim Alves Correia. Está direcionado para nascente e conta com escadas pedonais.
- Acesso 4 - está localizado no passeio sul da Rua João Pinto Ribeiro, próximo do entroncamento com a Rua Padre Joaquim Alves Correia. Está direcionado para poente e conta com escadas pedonais.
- Elevador - está localizado no passeio sul da Rua João Pinto Ribeiro, próximo do entroncamento com a Rua Padre Joaquim Alves Correia, direcionado para sul.